# Ben Zweig
Ben Zweig (* 2. November 1992 in Randolph (New Jersey)) ist ein US-amerikanischer Musiker (Schlagzeug) des Modern Jazz.

## Leben und Wirken
Zweig begann bereits fünfjährig mit dem Schlagzeugspiel; zusätzlich begann er, Trompete spielen und Musik aus Trinidad auf Steeldrums. Er hatte zunächst eine klassische Ausbildung bei Kenneth Piascik und war anschließend Perkussionist im All-Eastern Orchestra der National Association for Music Education und Erster Perkussionist in der MENC All-National Concert Band. 2011 erhielt er den NJ Governor’s Award in Jazz Excellence. Im selben Jahr zog er nach New York City und setzte seine Ausbildung an der Manhattan School of Music fort, an der er nach dem Bachelor 2017 auch den Master-Abschluss erwarb.
Seit dem Studium arbeitete er in der dortigen Jazzszene mit Musikern wie Randy Weston, Johnny O’Neal, Larry Ridley, David Williams, Roy Hargrove, Deborah Davis, Arturo O’Farrill, Joel Press, Joe Magnarelli, Cecil Bridgewater und Steve Nelson. Aufnahmen entstanden seitdem mit Jerry Dodgion, Joe Cohn, Champian Fulton (Speechless, Posi-Tone, 2017), und dem Ben Rosenblum Coastal Trio (River City (2018), mit Kanoa Mendenhall). Gegenwärtig tritt er regelmäßig im Cleopatra’s Needle und im Smalls Jazz Club mit eigenem Trio auf. Das Magazin Down Beat beschrieb sein Schlagzeugspiel als „besonders knackig und artikuliert“.